# Guerra degli Otto Santi
La guerra degli otto santi fu una guerra tra lo Stato Pontificio e le città del centro Italia, soprattutto Firenze, avvenuta tra il 1375 e il 1378.

## Premesse
Nel 1375 i legati pontifici stavano ri-assoggettando i territori dello Stato Pontificio in vista di un imminente ritorno del papa a Roma da Avignone. L'Italia non si era ancora ripresa dallo choc della peste nera del 1348 e ancora ne subiva ciclicamente le conseguenze con ondate residue di epidemia, carestia e stagnazione economica dovuta alla mancanza di manodopera.
I legati pontifici, tutti di origine francese e mal visti dalla popolazione locale, erano alle prese con altri problemi a Bologna, quando giunse da Firenze la richiesta di grano che il cardinale nella città emiliana  Guillaume Noellet declinò seccamente. L'azione venne interpretata come un tentativo di indebolire Firenze prima di provare a conquistarla, aggravata dall'ingresso delle truppe di Giovanni Acuto nel territorio fiorentino (sebbene il legato si affrettasse a smentire che il condottiero inglese fosse ancora al soldo della Chiesa).

## La guerra
Per rivalsa, incitati soprattutto nei ceti subalterni dai semiereticali "fraticelli" nemici della ricchezza della corte avignonese, i fiorentini entrarono in lotta contro il Papa, fomentando la rivolta anche nelle altre città assoggettate: Milano, Lucca, Siena, Pisa, alle quali si aggiunsero poi Arezzo, Viterbo, Perugia, Città di Castello, Montefiascone, Foligno, Spoleto, Gubbio, Terni, Narni, Todi, Assisi, Chiusi, Orvieto, Orte, Toscanella, Radicofani, Sarteano, Camerino, Fermo, Ascoli e molte altre.

## Gli Otto della Guerra e la scomunica
A Firenze venne creata una magistratura apposita degli Otto della Guerra con Alessandro Bardi, Giovanni Dini, Giovanni Magalotti, Andrea Salviati, Guccio Gucci, Tommaso Strozzi, Matteo Soldi e Giovanni Moni. Coluccio Salutati, cancelliere della Repubblica fiorentina, inviava infuocate lettere ai romani perché si ribellassero. Nel 1376 si unì alla lega Bologna, fortemente sovvenzionata da Firenze a ribellarsi: a scopo dimostrativo Giovanni Acuto compiva pochi giorni dopo l'eccidio di Faenza. Fu allora (31 marzo 1376) che papa Gregorio XI decise di scomunicare i fiorentini dichiarando decaduto qualsiasi debito verso di loro ed iniziando con lo scacciare seicento di loro da Avignone confiscando tutti i loro beni.
La contromossa dei fiorentini fu quella di iniziare a chiamare gli otto magistrati della guerra "Otto santi", a sottolineare la legittimità morale delle loro rivendicazioni.
Nel frattempo il papa aveva assoldato la Compagnia dei Bretoni comandata da Jean de Malestroit, famosi per la loro ferocia, che mosse l'assedio contro Bologna prima di dirigersi, secondo i progetti, su Firenze. L'assedio di Bologna si risolse con un atto simbolico, la sfida a duello tra i mercenari stranieri e gli italiani Betto Biffoli e Guido d'Asciano.

## Il rientro del papa
Quando Caterina da Siena, grande mediatrice tra gli interessi opposti dei fiorentini e del papato, ottenne il rientro del papa in Italia (in viaggio dal 13 settembre 1376 al 17 gennaio 1377), si aprì un nuovo tavolo di trattative da Roma. La diplomazia però non ebbe esito, mentre anche Bolsena si ribellava e Cesena subiva il massacro dei Bretoni che causò oltre 4000 morti. Con la tregua stipulata da Bologna, i fiorentini decisero di arruolare Giovanni Acuto dalla loro parte (aprile 1377), mentre il clero fiorentino veniva pesantemente tassato ed obbligato a riaprire le chiese e celebrare le funzioni.

## La conclusione
L'intransigenza degli Otto (la cui mancata deposizione era ormai l'unico motivo di attrito col pontefice) venne mediata dall'intervento di Bernabò Visconti, che convocò una conferenza di trattative a Sarzana, nella Riviera di Levante, (12 marzo 1378) interrotta pochi giorni dopo (il 27) per la morte di Papa Gregorio XI.
Il successore Urbano VI riuscì a far firmare un trattato di pace poco dopo (28 luglio) a Tivoli. I fiorentini si impegnarono a pagare, in cambio della cancellazione dell'interdizione, la somma di 350 000 fiorini. Vennero pagati solo in parte.